# Serie 3 (DBU København)
 For alternative betydninger, se Serie 3. (Se også artikler, som begynder med Serie 3)
Serie 3 (DBU København) er den niendebedste fodboldrække (en blandt flere), i dansk fodbold.
Det er den fjerdebedste fodboldrække for herrer administreret af lokalunionen DBU København.

## Nuværende hold i Serie 3, Pulje 1
| Nuværende hold i Serie 3, Pulje 1 |
| --------------------------------- |
| Amandas Sønner                    |
| Copenfalster FF                   |
| Copenhagen Calcio (udgået)        |
| Dankurd IF                        |
| JIF Hakoah                        |
| BK Heimdal                        |
| BK Hekla                          |
| FC Nordhavn                       |
| FC Olympiakos København           |
| Sporting 43                       |
| Uganda Danish Cranes FC           |
| VLI                               |
| Watan FC                          |